# Nacaduba minja
Nacaduba minja är en fjärilsart som beskrevs av Hans Fruhstorfer 1916. Nacaduba minja ingår i släktet Nacaduba och familjen juvelvingar. Inga underarter finns listade i Catalogue of Life.